# Mennrathschmidt
Mennrathschmidt ist eine Honschaft (Ortsteil) des Stadtteils Rheindahlen-Land im Stadtbezirk West (bis 22. Oktober 2009 Rheindahlen) in Mönchengladbach.

## Verkehr
Durch die Ortschaft führen die Landesstraße 39 in Ost-West-Richtung sowie die Kreisstraßen 9 und 10. Nur wenige Kilometer von Mennrathschmidt entfernt verlaufen die Bundesautobahn 61 im Osten und die Bundesstraße 57 im Westen.
Durch die Buslinie 027 ist Mennrathschmidt an den ÖPNV von Mönchengladbach angebunden.